# Géographie de Maine-et-Loire
Le Maine-et-Loire se situe dans l'ouest de la France. Il est bordé par la Loire-Atlantique à l'ouest, la Vendée au sud-ouest, les Deux-Sèvres au sud, la Vienne au sud-est, l'Indre-et-Loire à l'est, la Sarthe au nord-est, Mayenne au nord et l'Ille-et-Vilaine au nord-ouest. Le Maine-et-Loire est ainsi avec 8 voisins le second département comptant le plus grand nombre de départements voisins derrière la Seine-et-Marne qui en compte 10.

## Géographie physique

### Relief
Le département est d'une altitude peu élevée : le point culminant, à 216 mètres, se situe sur la commune de La Tourlandry à 16 km au nord de Cholet.
Le point le plus bas, qui est au niveau de la mer, se trouve sur la commune de Trélazé.

Paysages du Maine-et-Loire :
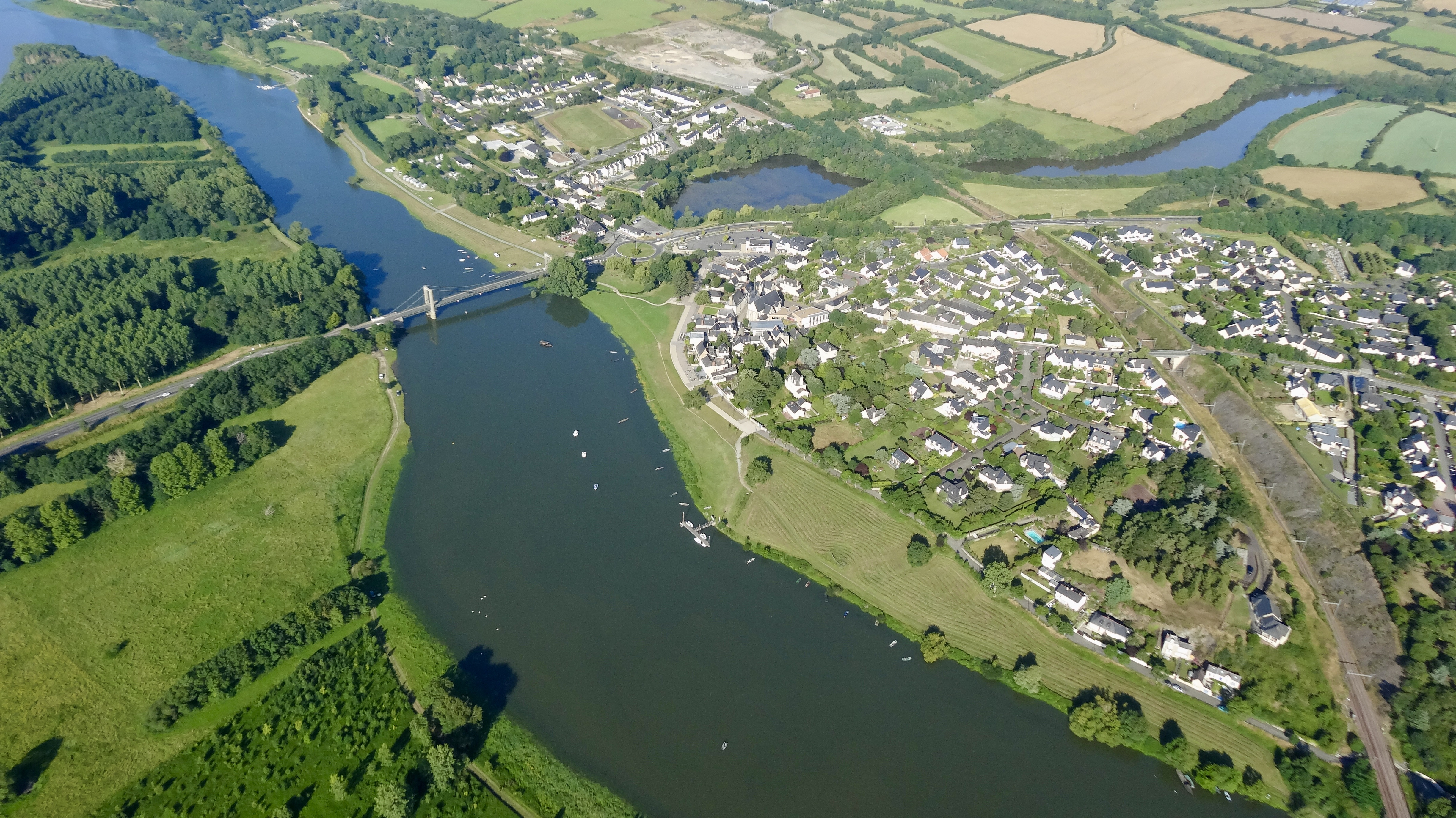
Vue aérienne de Bouchemaine et la Loire, au centre du département.
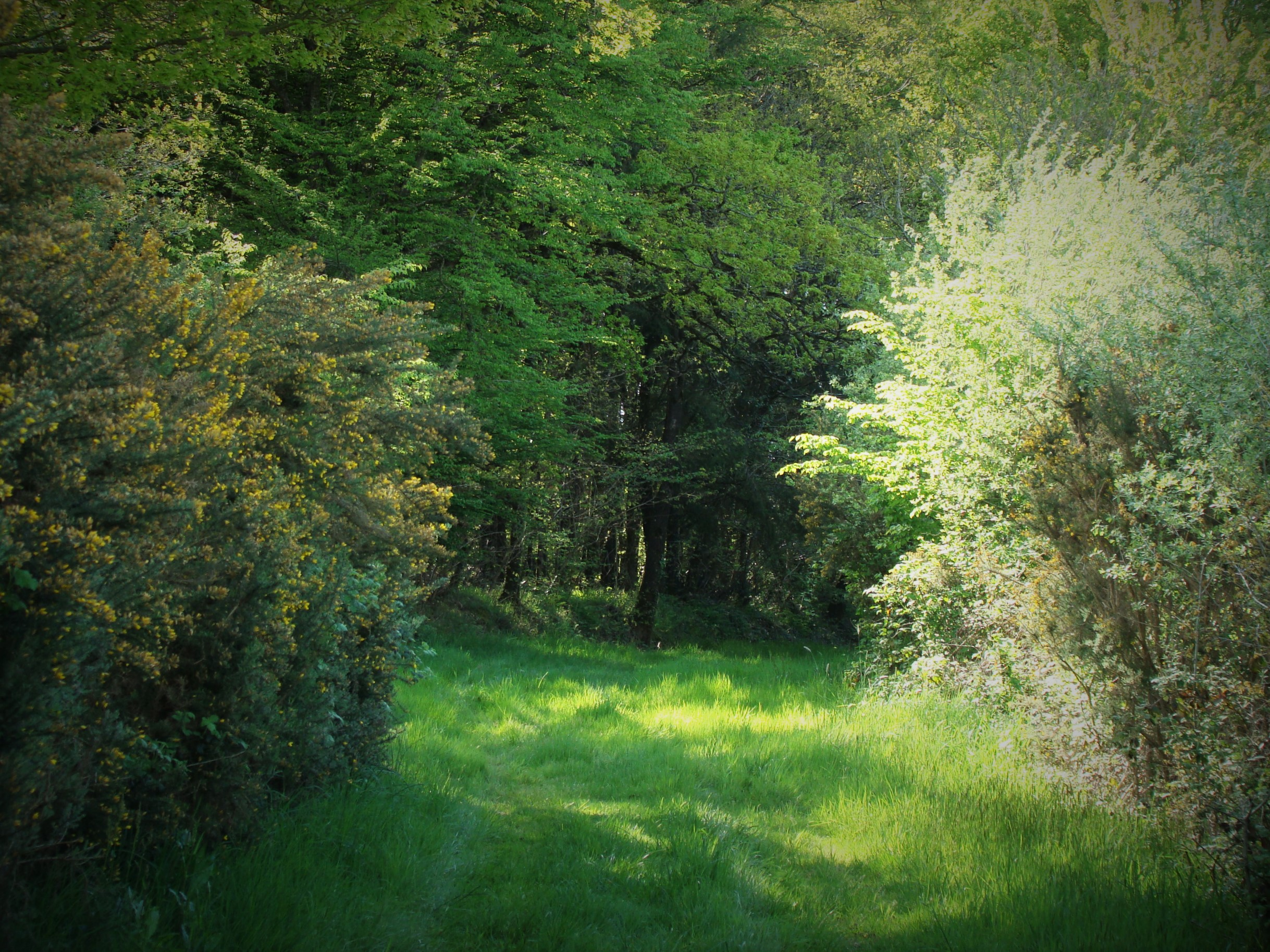
Sentier bocager au Puiset-Doré dans le sud-ouest.
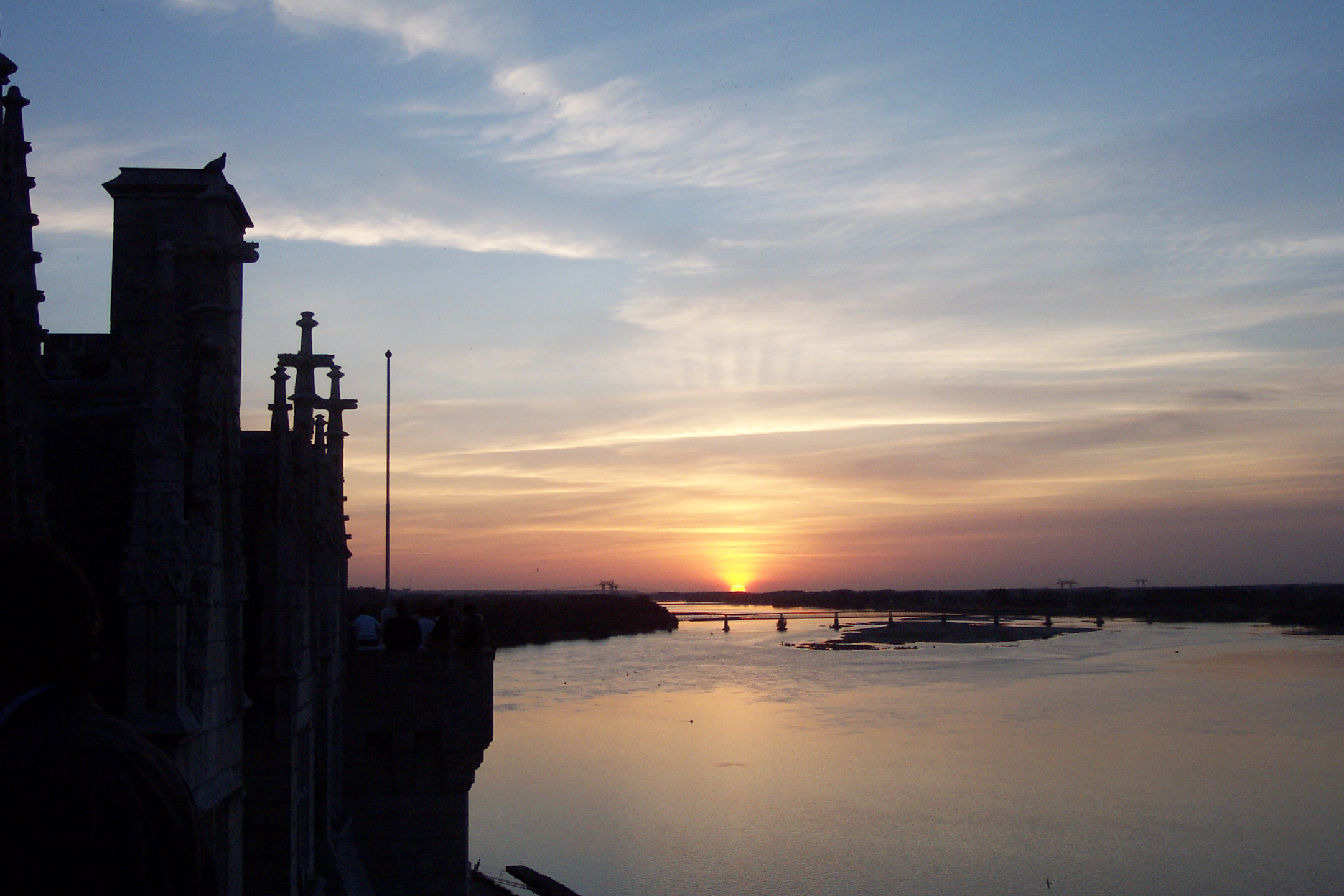
Vue de la Loire depuis le château de Montsoreau au sud-est.

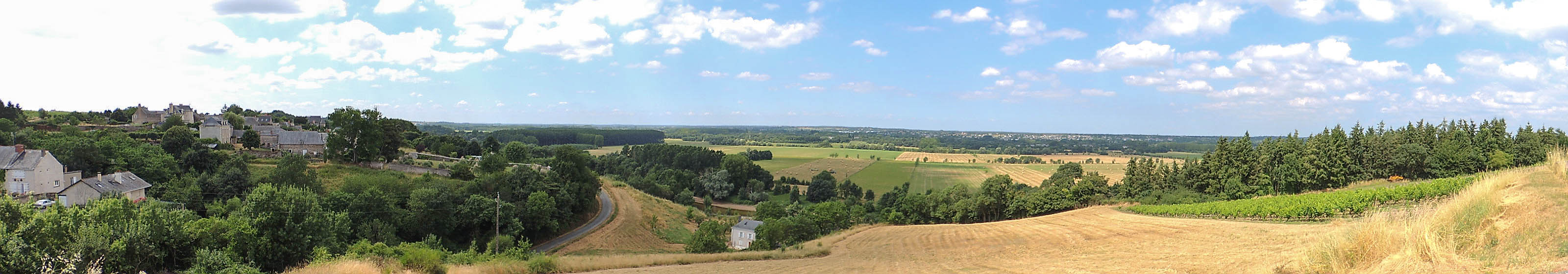
Vue panoramique depuis la Corniche Angevine dans l'est du département.

### Géologie
Le département est à cheval sur le Bassin parisien à l'est et le Massif armoricain à l'Ouest. Les 3 rivières que sont le Loir, la Sarthe et la Mayenne font la limite entre ces 2 socles géologiques.
L'Anjou noir, situé à l'ouest de la région, à partir d’Angers et englobant les Mauges et le Segréen. Son sous-sol est majoritairement constitué de schistes et de grès. La moitié nord depuis Pouancé et jusqu'à Brissac-Quincé se caractérise par des bandes de schistes ardoisiers d'Anjou et Mayenne. Au sud de la Loire, dans les Mauges, le plateau de grès et de schistes se trouve percé de granite à l'est et l'ouest de Cholet.
L'Anjou blanc, à l’est, se confond avec le Saumurois et le Baugeois par ses sols de calcaire et de tuffeau. Ses terres blanches, résultant de l’altération de la craie (tuffeau), marquent l’extrémité Sud-Ouest du Bassin parisien.
La vallée de la Loire elle-même constitue un territoire géologique. Traversant l'Anjou d'est en ouest, elle y dépose de riches alluvions tout le long de son parcours.
Le bassin houiller de Basse Loire traverse une grande partie du département et le coupe en deux.

### Hydrographie
Le département compte près de 5 000 km de cours d'eau dont la Loire qui le traverse d'est en ouest sur plus de 120 km entre Varennes-sur-Loire à la limite de l'Indre et Loire et La Varenne à la limite de la Loire Atlantique à 25 km à l'est de Nantes.

### Climat
Le climat de Maine-et-Loire est plutôt doux grâce à l'air océanique qui remonte la vallée de la Loire.

## Géographie humaine
Le département est le deuxième au regard de la population de la région Pays de la Loire avec plus de 800 000 habitants. L'agglomération d'Angers représente un tiers de la population du département. Cholet et Saumur sont les deux autres grandes villes de l'Anjou.